# Polányi Károly-díj
A Magyar Szociológiai Társaság 1998-ban Polányi Károlyról elnevezett díjat alapított a legjobb szociológiai könyv, illetve folyóiratcikk elismerésére. A Polányi Károly-díjat minden évben a közgyűlésen adják át. A zsűri, amelynek tagjait az elnökség nevezi ki, az előző év terméséből válogat (az első évben, 1998-ban még az az évi publikációk közül, a kialakult gyakorlat az 1999-es publikációs évtől kezdődően lépett életbe).

## Díjazottak

### 2017
- Valuch Tibor: A jelenkori magyar társadalom - Budapest, Osiris Kiadó, 2015[4]
- Pethesné Dávid Beáta, Huszti Éva, Barna Ildikó, Yang-chih Fu: Egocentric contact networks in comparison: Taiwan and Hungary. SOCIAL NETWORKS, 44. pp. 253–265 2016[5]

### 2015
- Szabó Ildikó
- Szalai Júlia

### 2014
- Polónyi István
- Somlai Péter

### 2013
- Kovách Imre: A vidék az ezredfordulón. A jelenkori magyar vidéki társadalom szerkezeti és hatalmi változásai. MTA Társadalomtudományi Kutatóközpont (Szociológiai Intézet) – Argumentum. Budapest, pp. 244. (2012).

### 2012
- Huszár Ákos: „Társadalmi rétegződés és az egyenlőtlenségek igazolása”, Szociológiai Szemle, 2011/3. sz. 107–124.
- Kuczi Tibor: Munkásprés – A munka kikényszerítésének története az ipari forradalomtól napjainkig. L'Harmattan kiadó, Budapest, pp. 309. (2011).

### 2011
- Balazs Vedres – David Stark: Structural Folds: Generative Disruption in Overlapping Groups.” American Journal of Sociology 115(4):1150–1190. (2010).
- Nagy Péter Tibor: Utak felfelé – Oktatás és társadalmi mobilitás a 19–20. századi Magyarországon Új Mandátum Könyvkiadó, Budapest, pp. 212 (2010).

### 2010
- Bukodi Erzsébet – John H. Goldthorpe: Market versus Meritocracy: Hungary as a Critical Case. European Sociological Review, online pre-publication, September 15 (2009).
- Dupcsik Csaba: A magyarországi cigányság története. Történelem a cigánykutatások tükrében, 1890–2008 Osiris Kiadó, Budapest, pp. 362 (2009).

### 2009
- Virág Tünde: Változó gazdasági – társadalmi kapcsolatok egy cigányok lakta faluban. Szociológiai Szemle 18(1):60-77 (2008).
- Utasi Ágnes: Éltető kapcsolatok hatása a szubjektív életminőségre. Új Mandátum, Budapest, pp. 232 (2008).

### 2008
- Tóth Kinga Dóra: A kisebbségi és a többségi identitás viszonyának lehetséges mintázatai. Századvég 2007/1, 12. évfolyam, 43. szám, 37–62. o.
- Felkai Gábor: A német szociológia története a századfordulótól 1933-ig. Századvég Kiadó, Budapest, 2007. pp. 624.
- Kopasz Marianna: A vállalkozói potenciál területi különbségeinek magyarázata. A történeti-kulturális és társadalmi tényezők szerepe. Akadémiai Kiadó 2007.

### 2007
- Karády Viktor: Antiszemitizmus és modernizációs egyenlőtlenségek Magyarországon. In: A zsidóság és Európa új fejezetek az antiszemitizmus történelmi-társadalmi gyökereiről. Szerk.: Grüll Tibor, Répás László. Bp. Jószöveg Műhely, pp. 135–153

### 2006
- Kertesi Gábor: A társadalom peremén. Romák a munkaerőpiacon és az iskolában. Osiris, Bp.
- Némedi Dénes: Klasszikus szociológia 1890–1945. Napvilág, Bp.

### 2005
- Ladányi János – Szelényi Iván: A kirekesztettség változó formái. Közép- és kelet európai romák történeti és összehasonlító szociológiai vizsgálata. Napvilág Kiadó. 2004.
- Laki Mihály – Szalai Júlia: Vállalkozók vagy polgárok? A nagyvállalkozók gazdasági és társadalmi helyzetének ambivalenciái az ezredforduló Magyarországán. Osiris Kiadó. 2004

### 2004
- Hadas Miklós: A modern férfi születése. Helikon Kiadó 2003.
- Altorjai Szilvia – Giczi Johanna – Sik Endre: Etüdök az élet üteméről. Századvég, Új folyam 2. szám. pp. 3–65.

### 2003
- Székelyi Mária – Barna Ildikó: Túlélőkészlet az SPSS-hez. Typotex Kiadó.
- Léderer Pál: A szociológus, a módszerei meg a szövege. Új Mandátum Kiadó
- Havasi Éva: Szegénység és társadalmi kirekesztettség a mai Magyarországon. Szociológiai Szemle 2002. 4. 51–71.

### 2002
- Bindorffer Györgyi: Etnikai és nemzeti azonosságtudat Dunabogdányban. Bp. MTA Kisebbségkutató Intézet – Új Mandátum, 2001.
- Szalai Erzsébet: Gazdasági elit és társadalom a magyarországi új-kapitalizmusban. Bp. Aula, 2001.
- Simonyi Ágnes: Foglalkoztatási “rend” hátrányos helyzetű Kistelepüléseken. Szociológiai Figyelő, 2001. szeptember

### 2001
- Ferge Zsuzsa: Elszabaduló egyenlőtlenségek: állam, kormányok, civilek. Bp. Hilscher Rezső Szociálpolitikai Egyesület – ELTE Szociológiai Intézet, 2000.
- Angelusz Róbert: Láthatóság görbe tükrei. Társadalompolitikai tanulmányok. Bp. Új Mandátum, 2000.
- Némedi Dénes: A szociológia egy sikeres évszázad után. Szociológiai Szemle, 2000/2. 3–16. o.

### 2000
- Csontos László: Ismeretelmélet, társadalomelmélet, társadalomkutatás. Bp. Osiris, 1999.
- Róbert Péter: Racionális szavazó Magyarországon. Századvég, 1999. Új folyam 12. (Tavasz)

### 1999
1999-ben díjat nem adtak ki.

### 1998
- Körösényi András: A magyar politikai rendszer. Osiris, Budapest (1998)
- Tóth István János: Vállalkozások tulajdonosi kapcsolatai Magyarországon 1992–1996. Közgazdasági Szemle, 1998. június, 591–615. o.